# Río Stuhna
El río Stuhna (en ucraniano: Стугна) es un afluente por la derecha del río Dniéper, que fluye a través de Ucrania. Tiene una longitud de 68 km y una cuenca hidrográfica de 785 km². 
Desemboca en el río Dniéper. El río es mencionado en el Cantar de las huestes de Ígor y fue el lugar de la batalla del río Stugna. La principal ciudad en sus orillas es Vasylkiv.